# Linearität (Musik)
In der Musik wird mit Linearität die Abfolge von Tönen bezeichnet, insbesondere die Tonfolge einer Melodie bzw. eines Motivs oder die nacheinander erfolgende Verbindung von Intervallen. Dies steht im Gegensatz zur sogenannten Vertikalität in der Musik, also dem gleichzeitigen Klingen von Intervallen oder Harmonien.
Im frühen 20. Jahrhundert entspann sich eine Kontroverse zwischen Arnold Schönberg, für den in einer neuen Epoche polyphoner Musik alleine die Stimmführung Zusammenklänge rechtfertigte, und Ernst Kurth, in dessen „linearem Kontrapunkt“ die Harmonik bestimmend blieb.